# Green Bay Packers
Green Bay Packers este o echipă de fotbal american cu sediul în Green Bay, Wisconsin. Ei sunt membri ai Diviziei Nord a National Football Conference (NFC) din National Football League (NFL). Green Bay este a treia cea mai veche franciză din NFL, fiind înființată în 1919. Packers sunt ultimul vestigiu al „echipelor din orașe mici”, care au fost odată comune în NFL în timpul aniilor 1920 și 1930. Fondată în 1919 de Earl „Curly” Lambeau (de unde numele Lambeau Field pe care echipa joacă) și de George Whitney Calhoun, Green Bay Packers își pot trasa originile până în 1896 la echipele semiprofesioniste din zonă. În 1919 și 1920, Packers au concurat ca echipă semiprofesionistă de fotbal american cu echipe din Wisconsin și Midwest. S-au alăturat American Professional Football Association (APFA) în 1921, precedentul a ceea ce este astăzi National Football League (NFL). Packers este singura echipă sportivă din Statele Unite non-profit și deținută de comunitate.
Green Bay Packers a câștigat 13 campionate ale ligii (mai mult decât oricare altă echipă din NFL), inclusiv nouă campionate înainte de era Super Bowl și patru victorii Super Bowl —în 1967 (Super Bowl I), 1968 (Super Bowl II), 1997 (Super Bowl XXXI) și 2011 (Super Bowl XLV). Echipa are o rivalitate cu Minnesota Vikings și Chicago Bears.